# Sceloporus lemosespinali
Espèce
Statut de conservation UICN

 DD  : Données insuffisantes
Sceloporus lemosespinali est une espèce de sauriens de la famille des Phrynosomatidae.

## Répartition
Cette espèce est endémique du Mexique. Elle se rencontre dans les États du Sonora, du Chihuahua, du Durango et du Sinaloa.

## Étymologie
Cette espèce est nommée en l'honneur de Julio A. Lemos-Espinal.

## Publication originale
- Lara-Góngora, 2004 : A new species of Sceloporus (Reptilia, Sauria: Phrynosomatidae) of the grammicus complex from Chihuahua and Sonora, Mexico. Bulletin of the Maryland Herpetological Society, vol. 40, no 1, p. 1-41.